# Penny Siopis
Penny Siopis és una artista sud-africana nascuda a Vryburg el 1953. Siopis va estudiar un Màster en Belles Arts a la Universitat de Rhodes, Grahamstown (1976), i és professora de la Michaelis School of Fine Art, de la Universitat de Ciutat del Cap. Siopis treballa en el camp de la pintura, la fotografia, el cinema, el vídeo i la instal·lació. La seva obra es caracteritza pel que ella mateixa anomena “poètica de la vulnerabilitat” i explora temes relacionats amb la història, la memòria, la migració, la violència i la sexualitat.
Ha exposat a nivell nacional i internacional, incloent exposicions individuals com Time and Again: A Retrospective Exhibition, a la South African National Gallery, de Ciutat del Cap (2014) i al Wits Art Museum de Johannesburg (2015); Red: The iconography of colour in the work of Penny Siopis al KZNSA Gallery de Durban (2009) o Three Essays on Shame al Freud Museum de Londres (2005). L'obra de Siopis també ha format part de les biennals d'art de Venècia (2013 i 1993), Sydney (2010), Johannesburg (1995 i 1997), Gwangju (1997) i l'Havana (1995).